# Orusco de Tajuña
Orusco de Tajuña település Spanyolországban, Madrid tartományban. Orusco de Tajuña Valdilecha, Villar del Olmo, Ambite, Mondéjar, Almoguera és Carabaña községekkel határos. Lakosainak száma 1511 fő (2024).

## Népesség
A település népessége az utóbbi években az alábbiak szerint változott:
| Lakosok száma | 644  | 703  | 1076 | 1197 | 1300 | 1283 | 1218 | 1244 | 1326 | 1511 |
|               | 2001 | 2004 | 2007 | 2009 | 2012 | 2014 | 2017 | 2019 | 2022 | 2024 |